# 舟山市交通

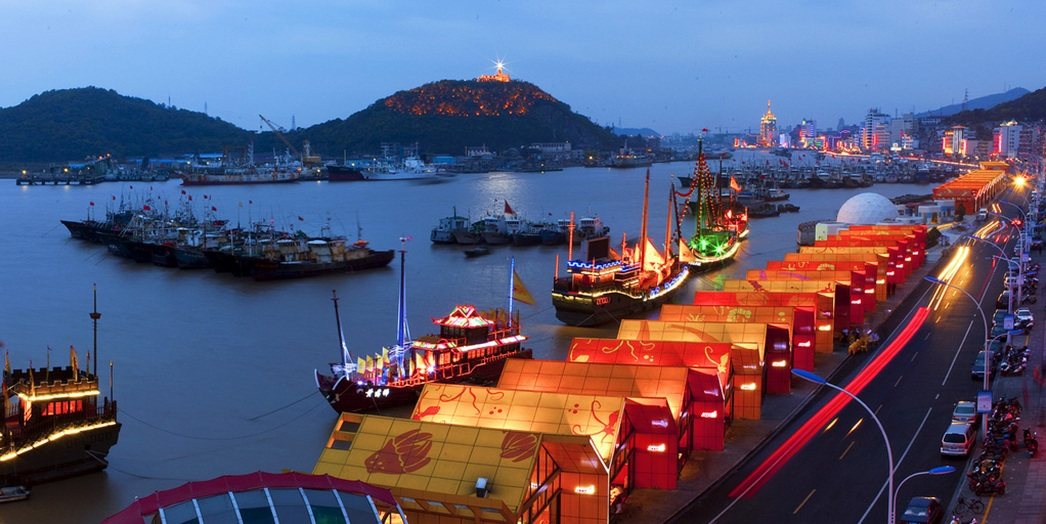
沈家门渔港的夜景

舟山目前建有机场，发展有水运业，陸運有高速公路。

## 航空
舟山普陀山机场位于朱家尖岛，是一座民航机场。该机场于1995年1月开工，3月竣工，1997年8月8日正式通航。
普陀山机场目前有北京、上海、香港的航线。国内候机楼面积5700平方米，国际候机楼面积4200平方米，停车场面积3000平方米。机场内还设置了航管楼、通信导航系统、供电和供油设施、机务保障系统、消防系统、安保系统等各类设备。

## 水运
舟山水运近几年開始沒落。現有定海、沈家门、高亭、泗礁等客运港口，有班轮通上海、宁波、温州、福州等外埠。

#### 事故
由於海運的危險性，舟山附近海域常發生漁船貨船沉沒事故，甚至釀成重大人員傷亡。
- 2020年12月30日下午3時40分左右，乾貨船「定浩記7」在冊子島北側約2海里處，因大風浪貨艙進水沉沒，13名遇险、4名获救[2][3]。

## 公路
舟山的公路总里程为1899公里。其中高速公路41.9公里，普通国道46.5公里，普通省道24.4公里，县乡村道在内的农村公路里程1739.5公里，专用公路46.6公里，公路通乡通村率均达100%。

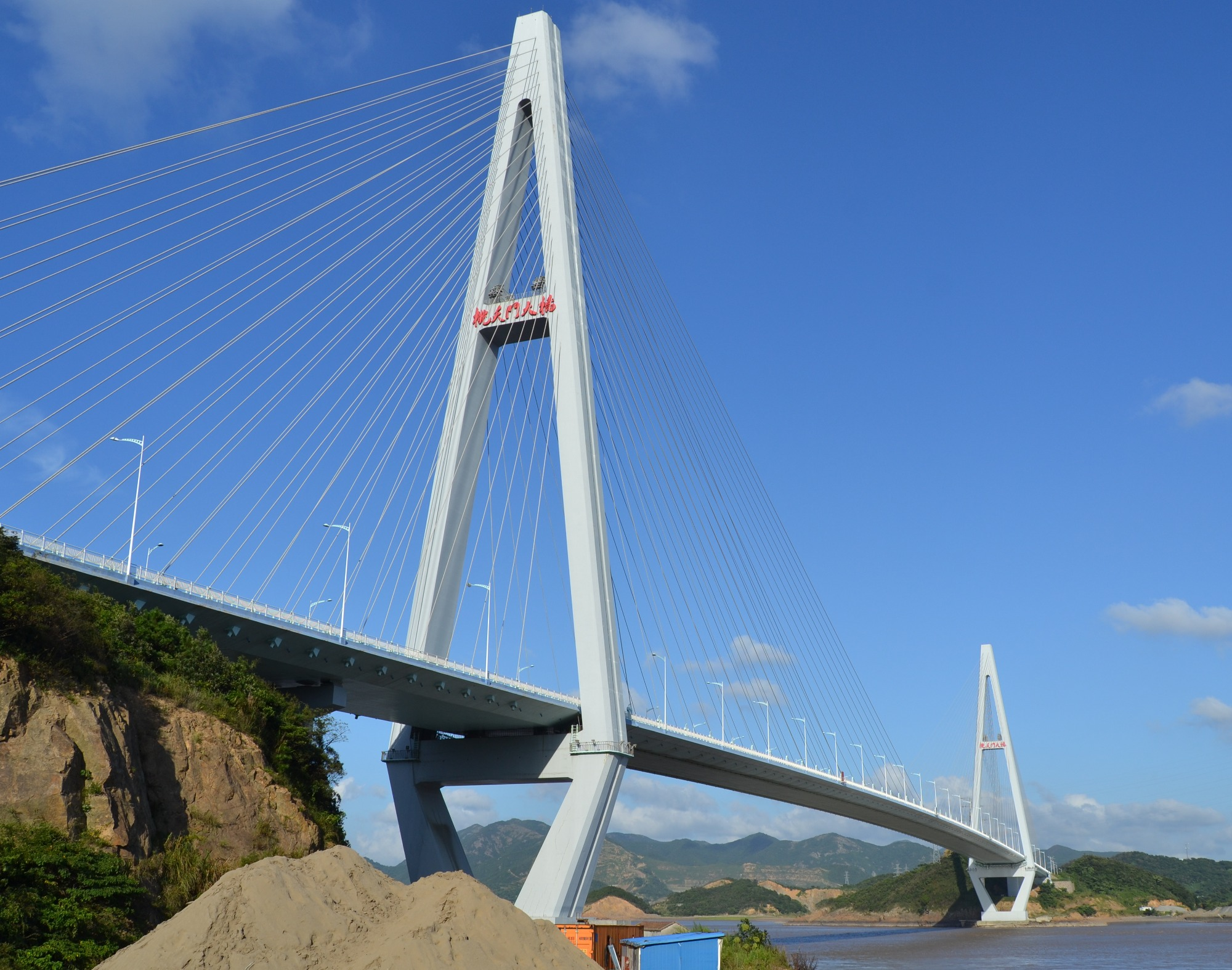
桃夭门大桥

宁波－舟山高速公路简称甬舟高速（G9211），该高速公路将舟山与大陆相连。。它始于宁波绕城高速公路前洋枢纽，终于舟山市329国道鸭蛋山环岛公路。
舟山跨海大桥是舟山目前对外联系的主要陆路通道也是高速公路主體。舟山跨海大桥共分为5座跨海大桥，它们分别是岑港大桥、响礁门大桥、桃夭门大桥、西堠门大桥和金塘大桥。其中，金塘大桥是中国第三长的跨海大桥和外海中已建成的最长斜拉桥。西堠门大桥在已建成悬索桥中跨径仅次于日本明石海峡大桥，位居世界第二、中国第一。

## 铁路
現處於规划阶段，並列入重点推进项目，将于2018年底前开工。

## 管理

### 舟山市交通运输局
舟山市交通运输局是舟山市政府的组成部门之一，主管着全市的公路和水路业。共有9家局管局属单位：
| 部门名称                 |
| ------------------------ |
| 舟山市公路管理局         |
| 舟山市交通工程质量监督站 |
| 舟山市交通规划设计院     |
| 舟山市道路运输管理局     |
| 新城公路与运输管理局     |
| 普陀山公路与运输管理局   |
| 舟山交投集团有限公司     |
| 舟山市跨海大桥建设管理局 |
| 舟山交通国有资产公司     |